# Dipartimento di Tolhuin
Tolhuin è un dipartimento della provincia argentina di Terra del Fuoco, Antartide e Isole dell'Atlantico del Sud, con capoluogo Tolhuin.
Esso occupa una vasta parte centrale dell'isola Grande della Terra del Fuoco
Istituito il 27 ottobre 2017, , il territorio era parte del Dipartimento di Río Grande.